# Westvoorn
Pour l’article ayant un titre homophone, voir Westvoorne.
Westvoorn (également Goeree) est une ancienne île correspondant à l'ancienne municipalité de Goedereede, faisant maintenant partie de la municipalité de Goeree-Overflakkee qui couvre les deux anciennes îles. Elle ne doit pas être confondue avec Westvoorne (avec un "e") aujourd'hui une municipalité de Voorne-Putten, avant le milieu du XIIIe siècle ces deux îles n'en formait qu'une, ayant existé depuis le milieu du XIIe siècle. Auparavant cet endroit était une zone de marécages traversée par des estuaires. En 1751 une digue appelée le Statendam reliant l'île voisine de Overflakkee, a été construite constituant ainsi l'île de Goeree-Overflakkee.

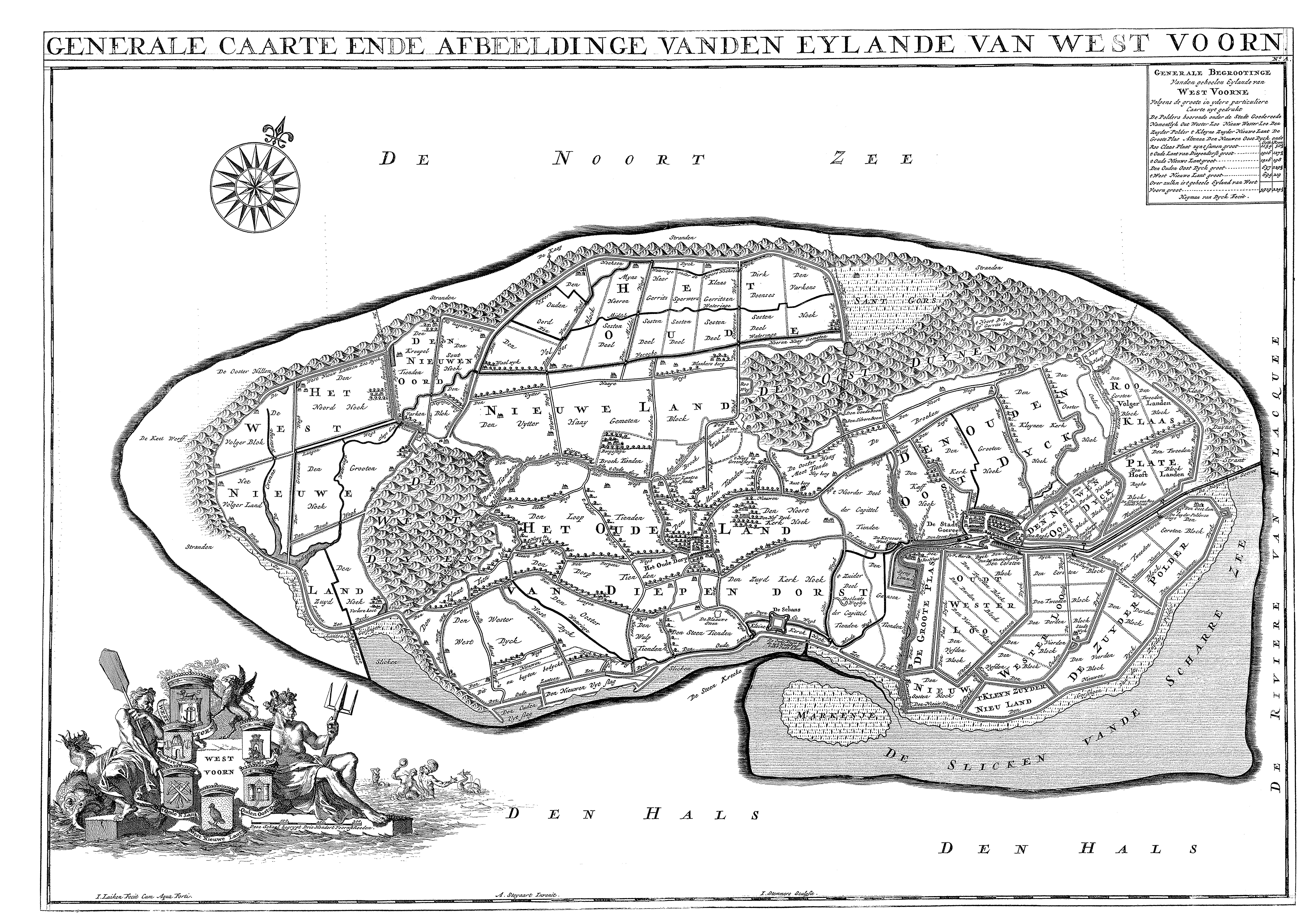
L'île de Westvoorn, au début du XVIIe siècle ('carte de Hondekop')

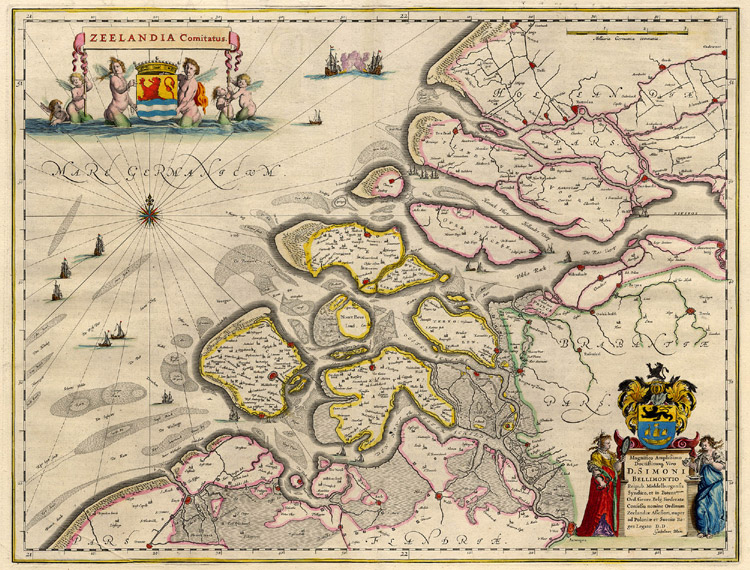
La Zélande en 1643, l'île de Westvoorn est encore séparée de Overflakkee, sa voisine

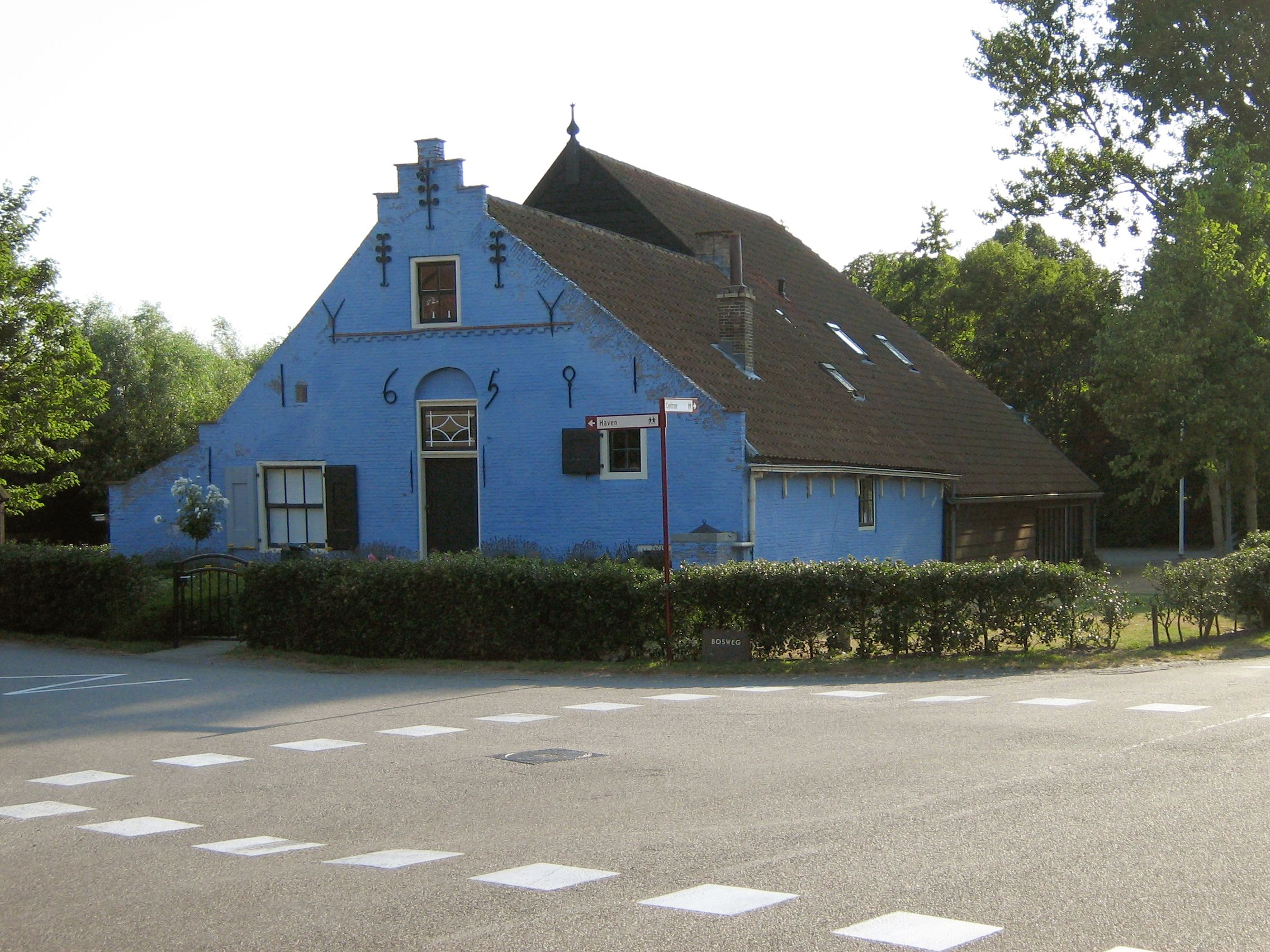
Ferme de 1656 à Ouddorp

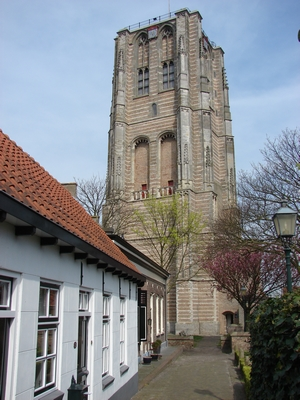
La tour de Goedereede